# Krymsk
Krymsk (en ruso: Крымск) es una ciudad, centro administrativo del raión homónimo del krai de Krasnodar, en Rusia. Está situada en las estribaciones septentrionales de la cordillera del Gran Cáucaso, a orillas del río Adagum, afluente por la izquierda del Kubán, 81 km al oeste de Krasnodar. Es la cabecera del municipio Krymskoye, al que pertenece asimismo Verjneadagum. 

## Historia
En 1858 se construye el fuerte de Krymskaya (el nombre es en homenaje al Regimiento de Infantería de Crimea. El 25 de julio de 1862, ciento cuarenta soldados que habían servido expresan el deseo de establecerse con sus familias en los alrededores de la fortaleza con lo que surgió la stanitsa Krymskaya. A los soldados-colonos (cosacos de Kubán) se les atribuyeron parcelas de tierra y más tarde llegarían aquí y a otras stanitsas de cosacos del Kubán inmigrantes de otras regiones de Rusia meridional y central, Ucrania, Moldavia y griegos pónticos.
En 1866 se inicia la extracción de petróleo en la zona. En 1885 se construye el ferrocarril Novorossisk - Ekaterinodar. En 1886 se inicia la construcción de la iglesia de San Miguel Arcángel. En 1932 se construye el complejo conservero Krymski (Крымский). El 20 de abril de 1942 es ocupado por la Wehrmacht de la Alemania Nazi y es recuperado por el Ejército Rojo el 5 de mayo de 1943. En 1958 recibió el estatus de ciudad y su nombre actual Krymsk.
A inicios de julio de 2012, la localidad se vio afectada por graves inundaciones.

## Demografía
| Gráfica de evolución de Krymsk entre 1939 y 2020 |
|                                                  |

La mayoría de la población es rusa (82.94%). El resto de la población es ucraniana, armenia, tártara, griega, turca y otros.

## Educación
En Krymsk se encuentran las siguientes instituciones de educación superior:
- Escuela Técnica Superior de Krymsk.
- Escuela Profesional Nº70
- Escuela de hípica.

## Instituciones científicas
- Estación de Selección Experimental SKZNIICiB (СКЗНИИСиВ).
- Centro de Selección de Krymsk Gavrish (Гавриш).

Krymsk es conocido por su estación experimental de mejora vegetal, que alberga importantes colecciones científicas de, entre otros vegetales, guisantes, maíz dulce, tomates, pimientos, berenjenas, pepinos, manzanas, ciruelas, melocotones, peras, albaricoques y fresas. Las colecciones de drupas y membrillo son las más grandes y más importantes de Rusia y de la antigua Unión Soviética. La estación es también conocida por la creación de patrones de frutales, que son denominados con el nombre de la ciudad + un número (Krymsk 1, Krymsk 2, etc.).

## Economía y transporte
Las industrias más importantes de Krymsk son de los sectores alimenticio, de los materiales de construcción y del químico. 
En cuanto al alimenticio cabe destacar la fábrica de conservas Krymski Vini zavod (Крымский Винный завод), los molinos de harina. La región es conocida por sus explotaciones vinícolas —sovjoz vinícola Sauk-Dere (Саук-Дере), empresa Avrora («Аврора») en el jútor Sadovi), o la empresa francorrusa Chateau le Grand Vostok (elaboración de vinos secos).
En cuanto a los materiales de la construcción, se elaboran ladrillos, hormigón, cerámica, gravilla, vidrio y arcilla.
En cuanto al sector químico, en la localidad se produce yodo y contenedores de polipropileno.
En el área se cultivan cereales y legumbres, verduras, frutas y bayas, uvas, tabaco y cáñamo. Es de destacar la producción de arroz.
La ganadería está presente en la producción de leche y carne vacuno, porcino, se avicultura, apicultura, pieles (visón, nutria). Se practica asimismo la piscicultura.
La ciudad es un nudo ferroviario (estación Krymskaya), entre Krasnodar y Novorossisk, del ferrocarril del Cáucaso Norte. De aquí salen otras vías hacia Kerch (por ferry), Anapa y Timashovsk (vía Slaviansk-na-Kubani). El aeropuerto más cercano se encuentra en Anapa.
En el área se extrae petróleo y gas natural.

## Cultura y lugares de interés
- Restos de los muros del fuerte Krymskaya.
- Kurgán Karagodeuashj: tumba de un líder de los meotas, el último cuarto del siglo IV, estudiada en 1888 por E. D. Felitsynym. En la tumba se descubrieron joyas de oro, plata, cristal, cerámica negra y otros artefactos, que se conservan en el Museo del Hermitage.
- Museo de tradición local.
- Memorial "Cerro de los Héroes". Monumento a los soldados de infantería montada en 1967 a 22 años de aniversario de la Victoria del pueblo soviético sobre la Alemania fascista.
- En el selo Kíyevskoye del raión de Krymsk se encuentra la primera torre de extracción que se construyó en Rusia por orden del coronel Novosiltsev en el valle del río Kudako.
- 5 km al sudeste de la localidad de Varenikovskaya, se halla el volcán de lodo Solka Shugo (Сопка Шуго).
- Centro etnográfico leyendas del Cáucaso.
- Las bodegas y viñedos Sauk-Dere.
- Fuente Sviata Ruka.

## Instalaciones militares
Al norte de la ciudad hay un aeródromo militar, la base Krymsk.